# Magyarországi szlovákok
A magyarországi szlovákok a mai Magyarország területén lakó szlovák nemzetiség megnevezése.
A 2001-es népszámlálás szerint Magyarországon 17 693 fő vallotta magát szlovák nemzetiségűnek, ezzel a szlovákság a kisebbségi törvényben nevesített 13 nemzeti és etnikai kisebbség lélekszám szerinti sorrendjében a harmadik helyet foglalja el, a romák és németek után. A szlovák nyelvet 11 816 fő tartja anyanyelvének, és 18 056 fő használja családi körben. A nemzetiségi és kulturális hagyományokhoz 26 631 fő kötődik. A magyarországi szlovák szervezetek a hazai szlovákság lélekszámát 100-110 ezer főre becsülik.
Napjainkban a magyarországi szlovákok nagy része a Pilis térségében és Békés vármegyében él. Kulturális központjuk Békéscsaba, ahol szlovák konzulátus is található.
| 1949                                       | 1960   | 1970   | 1980   | 1990   | 2001   | 2011   |
| 25 988                                     | 30 690 | 21 176 | 16 054 | 10 459 | 17 693 | 29 647 |
| 1920 és 2011 között (népszámlálási adatok) |        |        |        |        |        |        |

## Történelmük

### Szlovákok a mai Magyarország területén
A szlovákok a mai Magyarország területére a 17. század végén, a török kiűzetése után az északi, túlnépesedett vármegyékből érkezvén telepedtek le vagy lettek letelepítve az elhagyott területeken.

#### Letelepülési szakasz: 1690-1711
Az első bevándorlási hullám 1690 és 1711 között zajlott, ekkor érkeztek szlovákok Piliscsévre, Kesztölcre, Pilisszántóra. Ennek a letelepülésnek a magvát főképp szökött jobbágyok alkották, akik a töröktől visszafoglalt területekkel határos vármegyékből (Bars, Nyitra, Nógrád, Hont, Abaúj) érkeztek. Az északabbi vármegyékből érkezők (Trencsén, Árva, Liptó, Szepes) ezt a sávot mintegy hídfőállásként használták a további vándorláshoz. Ekkor az ország nyugati felén (az Észak-Dunántúlon), az ország közepén és keleten, a nyelvhatáron lévő vármegyék lakatlan helységeiben telepedtek le (Sárisáp (Šárišáp), Kesztölc (Kestúc), Piliscsév (Čív), Pilisszántó (Santov), Vanyarc (Veňarec), Acsa (Jača), Csővár (Čuvár), Bükkszentlászló (Stará Huta)).

#### 1711-1740
Ekkor szervezetten folyt a szlovákok betelepítése, gyakran a földesurak hozattak be szlovákokat az elhagyott birtokaikra. Olyan földesurak is telepítettek le szlovákokat, akiknek északon is, délen is voltak birtokaik. A földesurak állami engedéllyel telepítették le, telepítési szervezők segítségével a szlovák lakosokat. Ebben a szakaszban jött létre egy sor önálló szlovák település és nyelvsziget. A Garamtól nyugatra lévő területekről érkeztek a Dunántúlra (Pilisszentlászló (Svätý Václav/Senváclav), Öskü (Eška), Bánhida (Bánhida), Vértesszőlős (Síleš), Bakonycsernye (Čerňa) (1724), Tardosbánya (Tardoš)). Az Alföldre vándorlók Nógrádon át mentek. Az Alföldön a következő településeken telepedtek le: Ecser (Ečer), Maglód (Maglód), Bénye (Bíň), Irsa (Irša), Csömör (Čemer), Kiskőrös (Malý Kereš), Miske. A délkeleti régióban pedig a következő helyekre települtek: Békéscsaba (Békešská Čaba), Szarvas (Sarvaš), Mezőberény (Poľný Berinčok), és ekkor jött létre az első üveghuta település is: Bükkszentlászló (Stará Huta) (szlovák huta = kohó).

#### A 18. század második fele
A harmadik szakasz idején főképp a mai Szerbia (Bácska és Bánát) területére folyt bevándorlás. Az Alföldön ekkor csak másodlagos telepítések, illetve továbbvándorlások voltak. A békéscsabai szlovákok ekkor alapították Tótkomlóst (Slovenský Komlóš) (1746), Apatelket (Mokrá) (1747), majd a békéscsabai, szarvasi, tótkomlósi és felvidéki szlovákok (tirpákok) Nyíregyházát (Níreďháza) telepítették be. Ekkor újabb hutás falvak létesültek a Bükk hegységben és a Mátrában: Répáshuta (Répašska Huta), Bükkszentkereszt (Nová Huta).

#### 19. század
A negyedik szakaszban is a másodlagos telepítések voltak a jellemzőek. Az egyik legszebb ilyen „láncolatként” futó alapítási hullám így nézett ki: a tótkomlósiak 1802-ben megalapították Nagylakot, a nagylakiak 1815-ben Pitvarost (Pitvaroš), a pitvarosiak 1844-ben a tótkomlósi és nagylaki pusztabérlőkkel közösen pedig megalapították Csanádalbertit. (Ezt a falut Új-Pitvarosnak hívták kezdetben, a szlovák lakosság 80%-a később a lakosságcsere alkalmával Szlovákiába került.
A 19. század első felének legjelentősebb szlovák ideológusai Ján Kollár (1793-1852) pesti evangélikus lelkész és Ľudovít Štúr (1815-1856) politikus-költő voltak.

#### 20. század

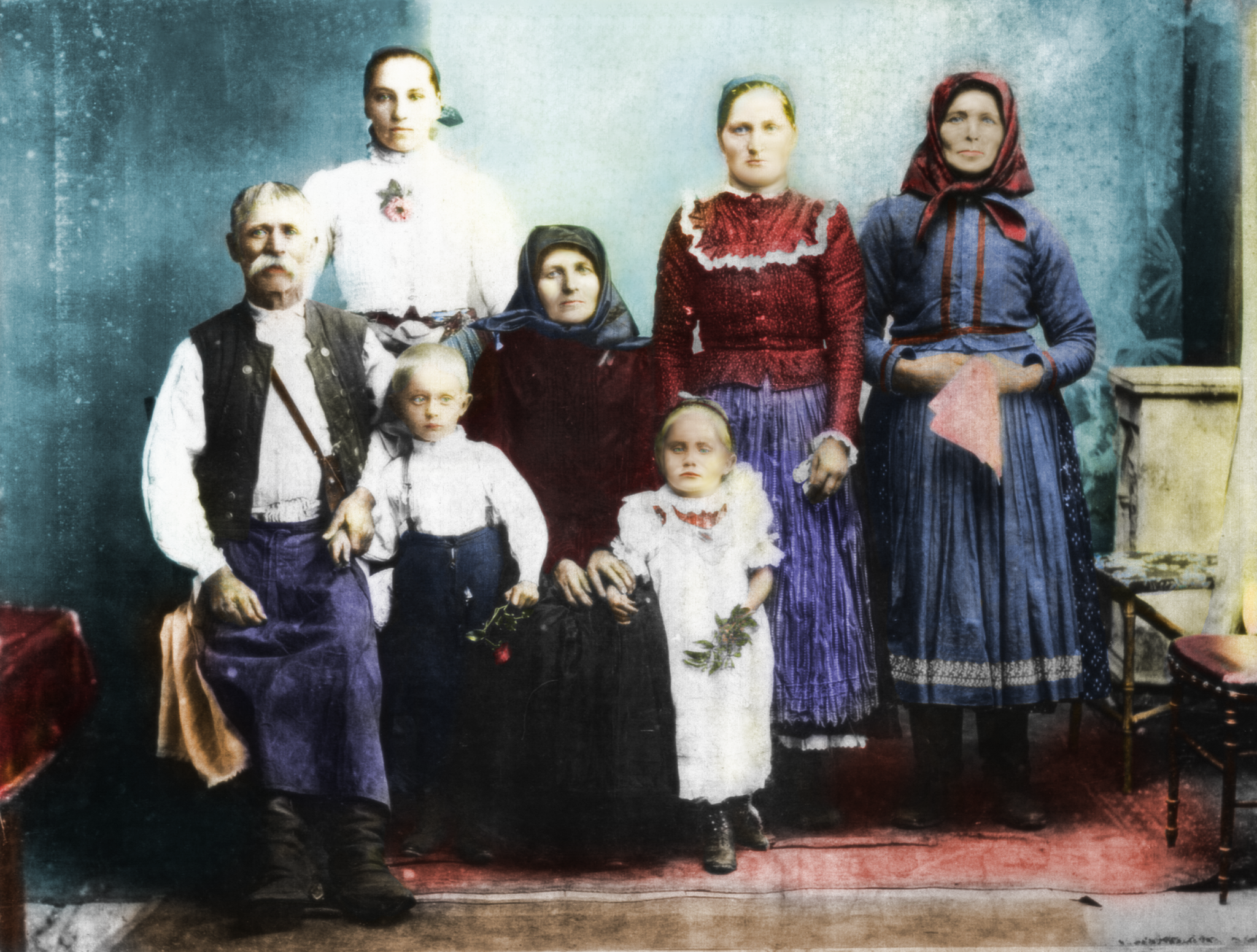
Egy magyarországi szlovák család 1907 körül (Sátoraljaújhely)

Legfiatalabb szlovák nemzetiségű településeink Kétsoprony (Kétšoproň) és Telekgerendás (Telekgerendáš). Az egykori tanyaközpontokból jöttek létre az 1950-es évek elején Békés megyében.

##### Lakosságcsere
A második világháború után Csehszlovákia komoly nyomást gyakorolt a Szovjetunióra a szlovák–magyar lakosságcsere, vagyis az ott élő magyarok Magyarországra költöztetése, illetve a magyarországi szlovákok Csehszlovákiába vitele ügyében. A Csehszlovák–Magyar Lakosságcsere Egyezményt Csehszlovákia kormányzója, Beneš sikeresen elfogadtatta a Potsdamban tanácskozó nagyhatalmakkal. Az eredeti elképzelés szerint valamennyi felvidéki magyar elhagyta volna lakhelyét, és Magyarországra költözött volna. A másik irányban pedig a Magyarországon élő szlovákok hagyták volna el az országot, és telepedtek volna le Csehszlovákiában. Az elképzelés azonban több szempontból is abszurdnak bizonyult. Míg Csehszlovákiában mintegy egymillió magyarajkú „várta” kitelepítését, ahhoz képest a Magyarországon élő szlovákok száma jelentéktelenül kevésnek bizonyult.
A lakosságcsere-egyezményt 1946 februárjában írták alá. A program végül is úgy zajlott le, hogy több százezer felvidéki magyart erőszakkal telepítettek Magyarországra, míg Magyarországról önként települtek át a szlovákok ezrei Csehszlovákiába; azonban az ő önkéntes áttelepülésük is megkérdőjelezhető, mivel valójában ezt az „önkéntes választást” inkább rájuk erőltették. A magyarországi szlovákok településein a csehszlovák hatóságok által kiküldött propagandisták jelentek meg, akik sürgették a lakosságcsere-egyezményhez való csatlakozást, illetve a kitelepített magyarok „gazdag és nagy” birtokaival kecsegtették a szlovákokat, itt maradásuk esetén pedig a teljes asszimilálódással fenyegették a falusiakat. Azonban minden propaganda ellenére sok szlovák maradt meg magyarországi földjén, ahelyett, hogy a számukra idegen országba költözött volna. Sőt az áttelepülők közül is sokan visszaköltöztek Magyarországra, mivel – főleg az alföldi, Békés megyei – szlovákok kultúrája, szokásai, de még nyelve is jelentősen eltért a csehszlovákiai szlovákságétól. Végül az egész lakosságcsere-programot le kellett állítani, mivel a felvidéki magyarság egészének befogadása óriási terheket rótt volna Magyarországra.
A lakosságcsere során összesen mintegy 73 000 szlovák települt át Magyarországról Csehszlovákiába. Érdekes az, hogy nem felejtették el a magyar nyelvet és hagyományt. Az áttelepülés után a magyarországi szlovákság nemcsak létszámában fogyatkozott meg, de felbomlottak azok a zárt közösségek is, melyek őrizték és ápolták a szlovák nyelvet és kultúrát. A következmények még ma is érezhetők, ezek megoldása a rendszerváltás után alakult szlovák kisebbségi önkormányzatok dolga.

#### Napjainkban
Napjainkban a schengeni egyezmény következményeként könnyen átjárhatóvá vált határok miatt az osztrák-szlovák-magyar hármashatár szlovákiai oldalát elfoglaló Pozsony agglomerációja dinamikus növekedésnek indult, s egyre több pozsonyi vett magának lakást a közeli Magyarországon, főleg Rajkán és környékén, de egyre többen költöznek akár Mosonmagyaróvárra is; igaz ezek az emberek szlovák állampolgárok, így hivatalosan nem tartoznak a helyben élő szlovák kisebbséghez.

## Legnagyobb településeik
A mai Magyarország legnagyobb szlovákok lakta települése Pilisszentkereszt (Mlynky), ahol a lakosság 42%-a tartja magát a szlovák kisebbséghez tartozónak, de a falu lakosainak 54,6%-a beszéli a szlovák nyelvet. Hivatalosan Békéscsabát (Békéšská Čaba) tartották a legnagyobb, szlovákok lakta helységnek, de mára a szlovákság száma mintegy 5,9%-ra esett ott is, őt követte Budapest, majd azt Pilisszentkereszt (2001).
Jelentős még a szlovákság a Békés vármegyei Kardoson (Kardoš): 43,5% (2001), Örménykúton (Irminčok) 36,3% (2001), Tótkomlóson (Slovenský Komlóš) 27%, a Komárom-Esztergom vármegyei Piliscséven (Čív) 45,7% (2001), a Nógrád vármegyei Erdőkürtön (Kirť) 35,7% (2001), Felsőpetényen (Horné Peťany) 41% (2001), Alsópetényen (Dolné Peťany) 44% (2001), a Borsod-Abaúj-Zemplén vármegyei Répáshután (Repašska Huta) 48,6%

## Vallási megoszlásuk
A 2001-es népszámlálás adatai szerint a magyarországi szlovákok 46,6%-a római katolikus, 29,9%-a evangélikus, 4,8%-a református, 2,5%-a pedig más keresztény felekezethez tartozónak vallja magát. 10,7%-uk nem tartozik egyházhoz vagy vallási közösséghez, 4,6%-uk pedig nem kívánt válaszolni a kérdésre.

## Híres szlovák származású magyarok
- Haan Lajos (Ľudovít Augustín Haan ) - evangélikus lelkész
- Jankó János - festő, grafikus
- Kubala László (Ladislav Kubala) - labdarúgó
- Tessedik Sámuel (Samuel Tešedík) - evangélikus lelkész
- Závada Pál (Pál Závada) - író[6]
- Petőfi Sándor (édesanyja Hrúz Mária szlovák volt, valószínűleg az édesapja is)
- Melis György - operaénekes (mindkét szülő szlovák, 5 éves koráig csak szlovákul tudott)

## Egyéb hivatkozások
1. ↑  Összefoglalás és módszertani megjegyzések (magyar nyelven). KSH. [2008. november 19-i dátummal az eredetiből archiválva]. (Hozzáférés: 2008. november 16.)
2. ↑  [Mayer Éva (szerk.): Kisebbségek Magyarországon 2004-2005, Budapest, 2005.]
3. ↑  szlovákok története. [2017. július 17-i dátummal az eredetiből archiválva]. (Hozzáférés: 2017. július 15.)
4. 1 2  Archivált másolat. [2009. szeptember 2-i dátummal az eredetiből archiválva]. (Hozzáférés: 2008. június 11.)
5. ↑  A 2001-es népszámlálás adatai. [2007. február 23-i dátummal az eredetiből archiválva]. (Hozzáférés: 2008. augusztus 14.)
6. ↑  HUNLIT A Magyar Könyv Alapítvány Többnyelvű Irodalmi Adatbázisa. [2007. december 23-i dátummal az eredetiből archiválva]. (Hozzáférés: 2008. június 12.)